# Seznam dílů seriálu Spravedlnost v krvi
Toto je seznam dílů seriálu Spravedlnost v krvi.

## Přehled řad
| Řada | Díly          | Premiéra v USA   | Premiéra v USA  | Premiéra v ČR      | Premiéra v ČR     |
| Řada | Díly          | První díl        | Poslední díl    | První díl          | Poslední díl      |
| ---- | ------------- | ---------------- | --------------- | ------------------ | ----------------- |
| 1    | 22            | 24. září 2010    | 13. května 2011 | 5. října 2011      | 29. února 2012    |
| 2    | 22            | 23. září 2011    | 11. května 2012 | 31. října 2012     | 27. března 2013   |
| 3    | 23            | 28. září 2012    | 10. května 2013 | 2. července 2014   | 2. prosince 2014  |
| 4    | 22            | 27. září 2013    | 9. května 2014  | 9. prosince 2014   | 20. května 2015   |
| 5    | 22            | 26. září 2014    | 1. května 2015  | 11. listopadu 2015 | 10. prosince 2015 |
| 6    | 22            | 25. září 2015    | 6. května 2016  | 9. srpna 2016      | 8. září 2016      |
| 7    | 22            | 23. září 2016    | 5. května 2017  | 8. října 2017      | 18. prosince 2017 |
| 8    | 22            | 29. září 2017    | 11. května 2018 | bude oznámeno      | bude oznámeno     |
| 9    | 22            | 28. září 2018    | 10. května 2019 | bude oznámeno      | bude oznámeno     |
| 10   | 19            | 27. září 2019    | 1. května 2020  | bude oznámeno      | bude oznámeno     |
| 11   | 16            | 4. prosince 2020 | 14. května 2021 | bude oznámeno      | bude oznámeno     |
| 12   | 20            | 1. října 2021    | 6. května 2022  | bude oznámeno      | bude oznámeno     |
| 13   | bude oznámeno | 7. října 2022    | bude oznámeno   | bude oznámeno      | bude oznámeno     |

## Seznam dílů

### První řada (2010–2011)
| Č. v seriálu | Č. v řadě | Původní název      | Český název         | Režie                 | Scénář                                    | Premiéra v USA     | Premiéra v ČR      |
| ------------ | --------- | ------------------ | ------------------- | --------------------- | ----------------------------------------- | ------------------ | ------------------ |
| 1            | 1         | Pilot              | Rodinná pouta       | Michael Cuesta        | Robin Green a Mitchell Burgess            | 24. září 2010      | 5. října 2011      |
| 2            | 2         | Samaritan          | Ten dobrý, ten zlý  | Ralph Hemecker        | Ken Sanzel                                | 1. října 2010      | 12. října 2011     |
| 3            | 3         | Privilege          | Výsadní postavení   | Stephen Gyllenhaal    | Brian Burns                               | 8. října 2010      | 19. října 2011     |
| 4            | 4         | Officer Down       | Ve vlastních řadách | Ralph Hemecker        | Thomas Kelly                              | 15. října 2010     | 26. října 2011     |
| 5            | 5         | What You See       | Z důvodů neznámých  | Félix Alcalá          | Julie Hébert                              | 22. října 2010     | 2. listopadu 2011  |
| 6            | 6         | Smack Attack       | Pod svícnem je tma  | Gwyneth Horder-Payton | Siobhan Byrne-O'Connor                    | 29. října 2010     | 9. listopadu 2011  |
| 7            | 7         | Brothers           | Bratrská láska      | Frederick K. Keller   | Mark Rosner                               | 5. listopadu 2010  | 16. listopadu 2011 |
| 8            | 8         | Chinatown          | Čínská čtvrť        | Michael Pressman      | Diana Son                                 | 12. listopadu 2010 | 23. listopadu 2011 |
| 9            | 9         | Re-Do              | Kruh zla            | Rosemary Rodriguez    | Julie Hébert                              | 19. listopadu 2010 | 30. listopadu 2011 |
| 10           | 10        | After Hours        | Město nikdy nespí   | Alex Zakrzewski       | Brian Burns                               | 3. prosince 2010   | 7. prosince 2011   |
| 11           | 11        | Little Fish        | Malé rybky          | Michael Pressman      | Siobhan Byrne-O'Connor                    | 19. ledna 2011     | 14. prosince 2011  |
| 12           | 12        | Family Ties        | Vodka a kaviár      | Stephen Gyllenhaal    | Mark Rosner                               | 26. ledna 2011     | 21. prosince 2011  |
| 13           | 13        | Hall of Mirrors    | Odrazy a stíny      | Frederick K. Keller   | Thomas Kelly                              | 2. února 2011      | 28. prosince 2011  |
| 14           | 14        | My Funny Valentine | Přání z lásky       | John Polson           | Diana Son                                 | 9. února 2011      | 4. ledna 2012      |
| 15           | 15        | Dedication         | Stíny minulosti     | Jan Eliasberg         | Kevin Wade                                | 18. února 2011     | 11. ledna 2012     |
| 16           | 16        | Age of Innocence   | Věk nevinnosti      | Félix Alcalá          | Amanda Green                              | 25. února 2011     | 18. ledna 2012     |
| 17           | 17        | Silver Star        | Stříbrná hvězda     | Ralph Hemecker        | Thomas Kelly                              | 11. března 2011    | 25. ledna 2012     |
| 18           | 18        | To Tell the Truth  | Mluvit nebo mlčet?  | Alex Zakrzews         | Siobhan Byrne-O'Connor                    | 1. dubna 2011      | 1. února 2012      |
| 19           | 19        | Model Behavior     | Vidět pravdu        | Matt Penn             | Brian Burns                               | 8. dubna 2011      | 8. února 2012      |
| 20           | 20        | All That Glitters  | Pozlátko a špína    | Michael Pressman      | Gwendolyn M. Parker                       | 29. dubna 2011     | 15. února 2012     |
| 21           | 21        | Cellar Boy         | Nešťastný dům       | Karen Gaviola         | Diana Son, Robin Green a Mitchell Burgess | 6. května 2011     | 22. února 2012     |
| 22           | 22        | The Blue Templar   | Modrý Templář       | Frederick K. Keller   | Kevin Wade                                | 13. května 2011    | 29. února 2012     |

### Druhá řada (2011–2012)
| Č. v seriálu | Č. v řadě | Původní název       | Český název             | Režie               | Scénář                      | Premiéra v USA     | Premiéra v ČR      |
| ------------ | --------- | ------------------- | ----------------------- | ------------------- | --------------------------- | ------------------ | ------------------ |
| 23           | 1         | Mercy               | Hlavně diskrétně        | Michael Pressman    | Kevin Wade                  | 23. září 2011      | 31. října 2012     |
| 24           | 2         | Friendly Fire       | Bratři ve zbrani        | John Polson         | Brian Burns                 | 30. září 2011      | 7. listopadu 2012  |
| 25           | 3         | Critical Condition  | Nešťastný omyl          | Ralph Hemecker      | Thomas Kelly                | 7. října 2011      | 14. listopadu 2012 |
| 26           | 4         | Innocence           | Nevinný                 | Alex Zakrzewski     | Siobhan Byrne-O'Connor      | 14. října 2011     | 21. listopadu 2012 |
| 27           | 5         | A Night on the Town | Noc ve městě            | Ralph Hemecker      | Kevin Wade                  | 21. října 2011     | 28. listopadu 2012 |
| 28           | 6         | Black and Blue      | Modrá a černá           | Alex Chapple        | Brian Burns                 | 4. listopadu 2011  | 5. prosince 2012   |
| 29           | 7         | Lonely Hearts Club  | Klub osamělých srdcí    | Félix Alcalá        | Vanessa Rojas               | 11. listopadu 2011 | 12. prosince 2012  |
| 30           | 8         | Thanksgiving        | Den Díkůvzdání          | Steve Gomer         | Shaun Cassidy               | 18. listopadu 2011 | 19. prosince 2012  |
| 31           | 9         | Moonlighting        | V utajení               | Robert Harmon       | Kevin Wade                  | 2. prosince 2011   | 26. prosince 2012  |
| 32           | 10        | Whistle Blower      | Práskač                 | Robert Harmon       | Thomas Kelly                | 6. ledna 2012      | 2. ledna 2013      |
| 33           | 11        | The Uniform         | Modrá uniforma          | Alex Zakrzewski     | John Moskowitz              | 13. ledna 2012     | 9. ledna 2013      |
| 34           | 12        | The Job             | Věc důvěry              | Nick Gomez          | Brian Burns                 | 3. února 2012      | 16. ledna 2013     |
| 35           | 13        | Leap of Faith       | Slepá spravedlnost      | David M. Barrett    | David Black                 | 10. února 2012     | 23. ledna 2013     |
| 36           | 14        | Parenthood          | Rodičovství             | John Polson         | Siobhan Byrne-O'Connor      | 17. února 2012     | 30. ledna 2013     |
| 37           | 15        | The Life We Chose   | Krutá past              | Félix Alcalá        | Thomas Kelly                | 24. února 2012     | 6. února 2013      |
| 38           | 16        | Women with Guns     | Ženy se zbraní          | Martha Mitchell     | Kevin Wade                  | 2. března 2012     | 13. února 2013     |
| 39           | 17        | Reagan Vs. Reagan   | Reaganová versus Reagan | Jim McKay           | Ed Zuckerman                | 9. března 2012     | 20. února 2013     |
| 40           | 18        | No Questions Asked  | Na nic se neptat        | Christine Moore     | Vanessa Rojas a Brian Burns | 30. března 2012    | 27. února 2013     |
| 41           | 19        | Some Kind of Hero   | Jistý hrdina            | Alex Zakrzewski     | Siobhan Byrne-O'Connor      | 6. dubna 2012      | 6. března 2013     |
| 42           | 20        | Working Girls       | Podnikavé dívky         | James Whitmore, Jr. | Ian Biederman               | 27. dubna 2012     | 13. března 2013    |
| 43           | 21        | Collateral Damage   | Vedlejší ztráty         | Ralph Hemecker      | Kevin Wade a Thomas Kelly   | 4. května 2012     | 20. března 2013    |
| 44           | 22        | Mother's Day        | Svátek matek            | Michael Pressman    | Brian Burns                 | 11. května 2012    | 27. března 2013    |

### Třetí řada (2012–2013)
| Č. v seriálu | Č. v řadě | Původní název        | Český název              | Režie               | Scénář                                                     | Premiéra v USA     | Premiéra v ČR      |
| ------------ | --------- | -------------------- | ------------------------ | ------------------- | ---------------------------------------------------------- | ------------------ | ------------------ |
| 45           | 1         | Family Business      | Rodinná záležitost       | Alex Chapple        | Brian Burns                                                | 28. září 2012      | 2. července 2014   |
| 46           | 2         | Domestic Disturbance | Domácí násilí            | Michael Pressman    | Ian Biederman                                              | 5. října 2012      | 9. července 2014   |
| 47           | 3         | Old Wounds           | Staré rány               | John Polson         | Siobhan Byrne-O'Connor                                     | 12. října 2012     | 16. července 2014  |
| 48           | 4         | Scorched Earth       | Dokud nás smrt nerozdělí | Peter Werner        | Dawn DeNoon                                                | 19. října 2012     | 23. července 2014  |
| 49           | 5         | Risk and Reward      | Riziko a odměna          | Ralph Hemecker      | Thomas Kelly                                               | 26. října 2012     | 30. července 2014  |
| 50           | 6         | Greener Grass        | Policejní hrdost         | Martha Mitchell     | Daniel Truly                                               | 2. listopadu 2012  | 6. srpna 2014      |
| 51           | 7         | Nightmares           | Noční můry               | John Polson         | Kevin Wade                                                 | 9. listopadu 2012  | 13. srpna 2014     |
| 52           | 8         | Higher Education     | Škola života             | Robert Harmon       | Ian Biederman                                              | 30. listopadu 2012 | 20. srpna 2014     |
| 53           | 9         | Secrets and Lies     | Tajnosti a lži           | David M. Barrett    | Siobhan Byrne-O'Connor                                     | 7. prosince 2012   | 27. srpna 2014     |
| 54           | 10        | Fathers and Sons     | Otcové a synové          | Michael Pressman    | Brian Burns                                                | 4. ledna 2013      | 3. září 2014       |
| 55           | 11        | Front Page News      | Palcové titulky          | Robert Harmon       | Dawn DeNoon                                                | 11. ledna 2013     | 10. září 2014      |
| 56           | 12        | Framed               | Vnitřní záležitost       | David M. Barrett    | Daniel Truly                                               | 18. ledna 2013     | 17. září 2014      |
| 57           | 13        | Inside Jobs          | Sabotáž                  | Alex Hall           | Kevin Wade                                                 | 1. února 2013      | 24. září 2014      |
| 58           | 14        | Men in Black         | Muži v černém            | Alex Chapple        | námět: Ish Goldstein scénář: Ish Goldstein a Ian Biederman | 8. února 2013      | 1. října 2014      |
| 59           | 15        | Warriors             | Krevní msta              | Oz Scott            | Siobhan Byrne-O'Connor                                     | 15. února 2013     | 8. října 2014      |
| 60           | 16        | Quid Pro Quo         | Zub za zub               | Alex Zakrzewski     | Brian Burns                                                | 22. února 2013     | 15. října 2014     |
| 61           | 17        | Protest Too Much     | Na vlastní pěst          | Larry Teng          | Dawn DeNoon                                                | 8. března 2013     | 22. října 2014     |
| 62           | 18        | No Regrets           | Bez lítosti              | David M. Barrett    | Daniel Truly                                               | 15. března 2013    | 29. října 2014     |
| 63           | 19        | Loss of Faith        | Ztráta důvěry            | James Whitmore, Jr. | Seth Pearlman                                              | 5. dubna 2013      | 5. listopadu 2014  |
| 64           | 20        | Ends and Means       | Právo silnějšího         | John Polson         | Ian Biederman                                              | 12. dubna 2013     | 12. listopadu 2014 |
| 65           | 21        | Devil's Breath       | Ďáblův dech              | Alex Chapple        | Siobhan Byrne-O'Connor                                     | 26. dubna 2013     | 19. listopadu 2014 |
| 66           | 22        | The Bitter End       | Do hořkého konce         | Christine Moore     | Brian Burns                                                | 3. května 2013     | 26. listopadu 2014 |
| 67           | 23        | This Way Out         | Tudy vede cesta          | Peter Werner        | Kevin Wade                                                 | 10. května 2013    | 2. prosince 2014   |

### Čtvrtá řada (2013–2014)
| Č. v seriálu | Č. v řadě | Původní název              | Český název              | Režie                 | Scénář                                                 | Premiéra v USA     | Premiéra v ČR     |
| ------------ | --------- | -------------------------- | ------------------------ | --------------------- | ------------------------------------------------------ | ------------------ | ----------------- |
| 68           | 1         | Unwritten Rules            | Nepsaná pravidla         | David M. Barrett      | Ian Biederman                                          | 27. září 2013      | 9. prosince 2014  |
| 69           | 2         | The City That Never Sleeps | Město, které nikdy nespí | John Behring          | Kevin Wade                                             | 4. října 2013      | 16. prosince 2014 |
| 70           | 3         | To Protect and Serve       | Pomáhat a chránit        | Peter Werner          | Siobhan Byrne-O'Connor                                 | 11. října 2013     | 7. ledna 2015     |
| 71           | 4         | The Truth About Lying      | Pravda o lži             | Robert Duncan McNeill | Brian Burns                                            | 18. října 2013     | 14. ledna 2015    |
| 72           | 5         | Lost and Found             | Ztráty a nálezy          | Alex Chapple          | Daniel Truly                                           | 25. října 2013     | 21. ledna 2015    |
| 73           | 6         | Growing Boys               | Intervenční program      | Eric Laneuville       | Willie Reale                                           | 1. listopadu 2013  | 28. ledna 2015    |
| 74           | 7         | Drawing Dead               | Černá knížka             | Ralph Hemecker        | Ian Biederman                                          | 8. listopadu 2013  | 4. února 2015     |
| 75           | 8         | Justice Served             | Občanská povinnost       | David M. Barrett      | Siobhan Byrne-O'Connor                                 | 15. listopadu 2013 | 11. února 2015    |
| 76           | 9         | Bad Blood                  | Zlá krev                 | Robert Harmon         | Daniel Truly                                           | 22. listopadu 2013 | 18. února 2015    |
| 77           | 10        | Mistaken Identity          | Záměna identity          | David Solomon         | Diana Son a Ian Biederman                              | 13. prosince 2013  | 25. února 2015    |
| 78           | 11        | Ties That Bind             | Smrtící pouto            | Christine Moore       | Brian Burns                                            | 20. prosince 2013  | 4. března 2015    |
| 79           | 12        | The Bogeyman               | Strašák                  | David M. Barrett      | Kevin Wade, Benjamin Cummings a Orson Cummings         | 10. ledna 2014     | 11. března 2015   |
| 80           | 13        | Unfinished Business        | Nedořešený případ        | Alex Chapple          | Siobhan Byrne-O'Connor                                 | 17. ledna 2014     | 18. března 2015   |
| 81           | 14        | Manhattan Queens           | Královny z Manhattanu    | Donnie Wahlberg       | Willie Raelle                                          | 31. ledna 2014     | 25. března 2015   |
| 82           | 15        | Open Secrets               | Veřejná tajemství        | Eric Laneuville       | Ian Biederman                                          | 28. února 2014     | 1. dubna 2015     |
| 83           | 16        | Insult to Injury           | Šrám na duši             | David M. Barrett      | námět: Daniel Truly a Andrew Raab scénář: Daniel Truly | 7. března 2014     | 8. dubna 2015     |
| 84           | 17        | Knockout Game              | Tvrdá hra                | Robert Harmon         | Brian Burns                                            | 14. března 2014    | 15. dubna 2015    |
| 85           | 18        | Righting Wrongs            | Náprava příkoří          | Alex Zakrzewski       | Siobhan Byrne-O'Connor                                 | 4. dubna 2014      | 22. dubna 2015    |
| 86           | 19        | Secret Arrangements        | Tajné dohody             | Tawnia McKiernan      | námět: Sinead Daly scénář: Willie Raele a Sinead Daly  | 11. dubna 2014     | 29. dubna 2015    |
| 87           | 20        | Custody Battle             | Boj o opatrovnictví      | Alex Chapple          | Ian Biederman                                          | 25. dubna 2014     | 6. května 2015    |
| 88           | 21        | Above and Beyond           | Dvě vdovy                | Greg Beeman           | Daniel Truly                                           | 2. května 2014     | 13. května 2015   |
| 89           | 22        | Exiles                     | Imigranti                | David M. Barrett      | Kevin Wade                                             | 9. května 2014     | 20. května 2015   |

### Pátá řada (2014–2015)
| Č. v seriálu | Č. v řadě | Původní název             | Český název           | Režie            | Scénář                      | Premiéra v USA     | Premiéra v ČR      |
| ------------ | --------- | ------------------------- | --------------------- | ---------------- | --------------------------- | ------------------ | ------------------ |
| 90           | 1         | Partners                  | Partneři              | David M. Barrett | Siobhan Byrne-O'Connor      | 26. září 2014      | 11. listopadu 2015 |
| 91           | 2         | Forgive and Forget        | Odpustit a zapomenout | Eric Laneuville  | Ian Biederman               | 3. října 2014      | 12. listopadu 2015 |
| 92           | 3         | Burning Bridges           | Spálené mosty         | John Behring     | Willie Reale                | 10. října 2014     | 13. listopadu 2015 |
| 93           | 4         | Excessive Force           | Nepřiměřená síla      | Alex Zakrzewski  | Brian Burns                 | 17. října 2014     | 14. listopadu 2015 |
| 94           | 5         | Loose Lips                | Nevhodná poznámka     | Alex Chapple     | Daniel Truly                | 24. října 2014     | 17. listopadu 2015 |
| 95           | 6         | Most Wanted               | Hledaný               | Ralph Hemecker   | Bryan Goluboff              | 31. října 2014     | 18. listopadu 2015 |
| 96           | 7         | Shoot the Messenger       | Zastřelte posla       | David M. Barrett | Siobhan Byrne-O'Connor      | 7. listopadu 2014  | 19. listopadu 2015 |
| 97           | 8         | Power of the Press        | Sedmá velmoc          | Tawnia McKiernan | Ian Biederman               | 21. listopadu 2014 | 20. listopadu 2015 |
| 98           | 9         | Under the Gun             | Právo nosit zbraň     | David M. Barrett | Willie Reale a Kevin Wade   | 12. prosince 2014  | 21. listopadu 2015 |
| 99           | 10        | Sins of the Father        | Otcovy hříchy         | David M. Barrett | Daniel Truly                | 2. ledna 2015      | 24. listopadu 2015 |
| 100          | 11        | Baggage                   | Přepadení             | John Behring     | Brian Burns                 | 9. ledna 2015      | 25. listopadu 2015 |
| 101          | 12        | Home Sweet Home           | Sladký domov          | Robert Harmon    | Bryan Goluboff              | 16. ledna 2015     | 26. listopadu 2015 |
| 102          | 13        | Love Stories              | Milostné příběhy      | Alex Zakrzewski  | Siobhan Byrne-O'Connor      | 30. ledna 2015     | 27. listopadu 2015 |
| 103          | 14        | The Poor Door             | Život v luxusu        | Alex Chapple     | Willie Reale                | 6. února 2015      | 28. listopadu 2015 |
| 104          | 15        | Power Players             | Nátlak                | David M. Barrett | Ian Biederman               | 13. února 2015     | 1. prosince 2015   |
| 105          | 16        | In The Box                | Rukojmí               | Holly Dale       | Brian Burns                 | 20. února 2015     | 2. prosince 2015   |
| 106          | 17        | Occupational Hazard       | Riziko povolání       | David M. Barrett | Daniel Truly                | 6. března 2015     | 3. prosince 2015   |
| 107          | 18        | Bad Company               | V přítomnosti vraha   | Tawnia McKiernan | Bryan Goluboff              | 13. března 2015    | 4. prosince 2015   |
| 108          | 19        | Through The Looking Glass | Stíny minulosti       | Eric Laneuville  | Siobhan Byrne O'Connor      | 3. dubna 2015      | 5. prosince 2015   |
| 109          | 20        | Payback                   | Odplata               | Alex Chapple     | Lauren Gautier a Kevin Wade | 10. dubna 2015     | 8. prosince 2015   |
| 110          | 21        | New Rules                 | Nová pravidla         | John Behring     | Ian Biederman               | 24. dubna 2015     | 9. prosince 2015   |
| 111          | 22        | The Art of War            | Umění války           | David M. Barrett | Brian Burns                 | 1. května 2015     | 10. prosince 2015  |

### Šestá řada (2015–2016)
| Č. v seriálu | Č. v řadě | Původní název                    | Český název                     | Režie             | Scénář                                              | Premiéra v USA     | Premiéra v ČR  |
| ------------ | --------- | -------------------------------- | ------------------------------- | ----------------- | --------------------------------------------------- | ------------------ | -------------- |
| 112          | 1         | Worst Case Scenario              | Nejhorší možný scénář           | David M. Barrett  | Bryan Goluboff                                      | 25. září 2015      | 9. srpna 2016  |
| 113          | 2         | Absolute Power                   | Absolutní moc                   | David M. Barrett  | Siobhan Byrne O'Connor                              | 2. října 2015      | 10. srpna 2016 |
| 114          | 3         | All the News That's Fit to Click | Zprávy, které stojí za kliknutí | Alex Chapple      | Brian Burns                                         | 9. října 2015      | 11. srpna 2016 |
| 115          | 4         | With Friends Like These          | Hasiči a policajti              | Heather Cappiello | Ian Beiderman                                       | 16. října 2015     | 12. srpna 2016 |
| 116          | 5         | Backstabbers                     | Podrazáci                       | John Behring      | Dan Truly                                           | 23. října 2015     | 13. srpna 2016 |
| 117          | 6         | Rush to Judgment                 | Unáhlený soud                   | Peter Werner      | Peter Blauner                                       | 30. října 2015     | 16. srpna 2016 |
| 118          | 7         | The Bullitt Mustang              | Bullitův Mustang                | David M. Barrett  | námět: Kevin Wade a Willie Reale scénář: Kevin Wade | 6. listopadu 2015  | 17. srpna 2016 |
| 119          | 8         | Unsung Heroes                    | Neopěvovaní hrdinové            | Alex Chapple      | Siobhan Byrne O'Connor                              | 13. listopadu 2015 | 18. srpna 2016 |
| 120          | 9         | Hold Outs                        | Stín pochybností                | Eric Laneuville   | Brian Burns                                         | 20. listopadu 2015 | 19. srpna 2016 |
| 121          | 10        | Flags of Our Fathers             | Vlajky našich otců              | David M. Barrett  | Ian Biederman                                       | 11. prosince 2015  | 20. srpna 2016 |
| 122          | 11        | Back in the Day                  | Kdysi dávno                     | Robert Harmon     | Bryan Goluboff                                      | 8. ledna 2016      | 23. srpna 2016 |
| 123          | 12        | Cursed                           | Prokletí                        | Peter Leto        | Daniel Truly                                        | 15. ledna 2016     | 24. srpna 2016 |
| 124          | 13        | Stomping Grounds                 | Starý revír                     | Don Thorin, Jr.   | Peter Blauner                                       | 22. ledna 2016     | 25. srpna 2016 |
| 125          | 14        | The Road to Hell                 | Cesta do pekel                  | Thomas R. Moore   | Siobhan Byrne O'Connor                              | 12. února 2016     | 26. srpna 2016 |
| 126          | 15        | Fresh Start                      | Nový začátek                    | David M. Barrett  | Brian Burns                                         | 19. února 2016     | 27. srpna 2016 |
| 127          | 16        | Help Me Help You                 | Rozbitá okna                    | Alex Chapple      | Ian Biederman                                       | 26. února 2016     | 30. srpna 2016 |
| 128          | 17        | Friends in Need                  | Přátelé v nouzi                 | P.J. Pesce        | Kevin Riley a Kevin Wade                            | 11. března 2016    | 31. srpna 2016 |
| 129          | 18        | Town Without Pity                | Město bez slitování             | David M. Barrett  | Peter Blauner                                       | 1. dubna 2016      | 1. září 2016   |
| 130          | 19        | Blast from the Past              | Stín minulosti                  | Eric Laneuville   | Bryan Goluboff                                      | 8. dubna 2016      | 2. září 2016   |
| 131          | 20        | Down the Rabbit Hole             | Do králičí nory                 | David M. Barrett  | Siobhan Byrne O'Connor                              | 15. dubna 2016     | 6. září 2016   |
| 132          | 21        | The Extra Mile                   | Něco navíc                      | John Behring      | Brian Burns                                         | 29. dubna 2016     | 7. září 2016   |
| 133          | 22        | Blowback                         | Zpětný ráz                      | David M. Barrett  | Ian Biederman                                       | 6. května 2016     | 8. září 2016   |

### Sedmá řada (2016–2017)
| Č. v seriálu | Č. v řadě | Původní název           | Český název            | Režie            | Scénář                                                | Premiéra v USA     | Premiéra v ČR      |
| ------------ | --------- | ----------------------- | ---------------------- | ---------------- | ----------------------------------------------------- | ------------------ | ------------------ |
| 134          | 1         | The Greater Good        | Pro vyšší dobro        | David M. Barrett | Siobhan Byrne-O'Connor                                | 23. září 2016      | 8. října 2017      |
| 135          | 2         | Good Cop Bad Cop        | Hodný polda, zlý polda | Kellie Cyrus     | Brian Burns                                           | 30. září 2016      | 9. října 2017      |
| 136          | 3         | The Price of Justice    | Cena za spravedlnost   | John Behring     | Ian Biederman                                         | 7. října 2016      | 15. října 2017     |
| 137          | 4         | Mob Rules               | Válka gangů            | Robert Harmon    | Peter Blauner                                         | 14. října 2016     | 16. října 2017     |
| 138          | 5         | For the Community       | Pro komunitu           | Peter Werner     | námět: Blair Singer scénář: Blair Singer a Kevin Wade | 21. října 2016     | 22. října 2017     |
| 139          | 6         | Whistleblowers          | Informátoři            | Eric Laneuville  | Kevin Riley a Kevin Wade                              | 28. října 2016     | 23. října 2017     |
| 140          | 7         | Guilt by Association    | Vina ze spoluúčasti    | Robert Harmon    | Siobhan Byrne O'Connor                                | 4. listopadu 2016  | 29. října 2017     |
| 141          | 8         | Personal Business       | Osobní záležitost      | David M. Barrett | Ian Biederman                                         | 11. listopadu 2016 | 30. října 2017     |
| 142          | 9         | Confessions             | Zpověď                 | Alex Zakrzewski  | Brian Burns                                           | 18. listopadu 2016 | 5. listopadu 2017  |
| 143          | 10        | Unbearable Loss         | Nesnesitelná ztráta    | David M. Barrett | Peter Blauner                                         | 9. prosince 2016   | 6. listopadu 2017  |
| 144          | 11        | Genetics                | Genetika               | Alex Chapple     | Allie Solomon                                         | 6. ledna 2017      | 12. listopadu 2017 |
| 145          | 12        | Not Fade Away           | Návrat                 | Robert Harmon    | Kevin Wade a Blair Singer                             | 13. ledna 2017     | 13. listopadu 2017 |
| 146          | 13        | The One That Got Away   | Ten, který unikl       | Jane Raab        | Siobhan Byrne O'Connor                                | 20. ledna 2017     | 19. listopadu 2017 |
| 147          | 14        | In and Out              | Zásah                  | John Behring     | Ian Biederman                                         | 3. února 2017      | 20. listopadu 2017 |
| 148          | 15        | Lost Souls              | Ztracené duše          | Alex Chapple     | Brian Burns                                           | 10. února 2017     | 26. listopadu 2017 |
| 149          | 16        | Hard Bargain            | Tvrdý obchod           | David M. Barrett | Peter Blauner                                         | 17. února 2017     | 27. listopadu 2017 |
| 150          | 17        | Shadow of a Doubt       | Stín pochybností       | P.J. Pesce       | Kevin Riley                                           | 10. března 2017    | 3. prosince 2017   |
| 151          | 18        | A Deep Blue Goodbye     | Odchod do penze        | David Barrett    | Kevin Wade                                            | 31. března 2017    | 4. prosince 2017   |
| 152          | 19        | Love Lost               | Ztracená láska         | Ralph Hemecker   | Siobhan Byrne O'Connor                                | 7. dubna 2017      | 10. prosince 2017  |
| 153          | 20        | No Retreat No Surrender | Neustoupit, nevzdat se | Jane Raab        | Brian Burns                                           | 14. dubna 2017     | 11. prosince 2017  |
| 154          | 21        | Foreign Interference    | Cizí zásah             | John Behring     | Peter Blauner                                         | 28. dubna 2017     | 17. prosince 2017  |
| 155          | 22        | The Thin Blue Line      | Tenká modrá linie      | David M. Barrett | Ian Biederman                                         | 5. května 2017     | 18. prosince 2017  |

### Osmá řada (2017–2018)
| Č. v seriálu | Č. v řadě | Původní název                 | Český název                  | Režie                 | Scénář                 | Premiéra v USA     | Premiéra v ČR |
| ------------ | --------- | ----------------------------- | ---------------------------- | --------------------- | ---------------------- | ------------------ | ------------- |
| 156          | 1         | Cutting Losses                | Nový začátek                 | David M. Barrett      | Siobhan Byrne O'Connor | 29. září 2017      | bude oznámeno |
| 157          | 2         | Ghosts of the Past            | Duchové minulosti            | John Behring          | Kevin Riley            | 6. října 2017      | bude oznámeno |
| 158          | 3         | The Enemy of My Enemy         | Nepřítel mého nepřítele      | Robert Harmon         | Ian Biederman          | 13. října 2017     | bude oznámeno |
| 159          | 4         | Out of the Blue               | Přepadení                    | David M. Barrett      | Brian Burns            | 20. října 2017     | bude oznámeno |
| 160          | 5         | The Forgotten                 | Zapomenutí                   | Ralph Hemecker        | Allie Solomon          | 27. října 2017     | bude oznámeno |
| 161          | 6         | Brushed Off                   | Staré časy                   | Eric Laneuville       | Daniel Truly           | 3. listopadu 2017  | bude oznámeno |
| 162          | 7         | Common Ground                 | Společné území               | David M. Barrett      | Siobhan Byrne O'Connor | 10. listopadu 2017 | bude oznámeno |
| 163          | 8         | Pick Your Poison              | Vyber si svůj jed            | Heather Cappiello     | Kevin Wade             | 17. listopadu 2017 | bude oznámeno |
| 164          | 9         | Pain Killers                  | Předávkování                 | John Behring          | Ian Biederman          | 1. prosince 2017   | bude oznámeno |
| 165          | 10        | Heavy Is the Head             | Těžká hlava                  | David M. Barrett      | Brian Burns            | 8. prosince 2017   | bude oznámeno |
| 166          | 11        | Second Chances                | Druhé šance                  | Deran Sarafian        | Kevin Riley            | 5. ledna 2018      | bude oznámeno |
| 167          | 12        | The Brave                     | Stateční                     | Thomas R. Moore       | Siobhan Byrne O'Connor | 12. ledna 2018     | bude oznámeno |
| 168          | 13        | Erasing History               | Vymazat historii             | Jane Raab             | Daniel Truly           | 19. ledna 2018     | bude oznámeno |
| 169          | 14        | School of Hard Knocks         | Škola tvrdých pěstí          | Alex Zakrzewski       | Ian Biederman          | 2. února 2018      | bude oznámeno |
| 170          | 15        | Legacy                        | Odkaz                        | David M. Barrett      | Allie Solomon          | 3. února 2018      | bude oznámeno |
| 171          | 16        | Tale of Two Cities            | Příběh dvou měst             | Robert Duncan McNeill | Brian Burns            | 9. března 2018     | bude oznámeno |
| 172          | 17        | Close Calls                   | Protekce                     | Jane Raab             | Peter Blauner          | 30. března 2018    | bude oznámeno |
| 173          | 18        | Friendship, Love, and Loyalty | Přátelství, láska a oddanost | Robert Harmon         | Siobhan Byrne O'Connor | 6. dubna 2018      | bude oznámeno |
| 174          | 19        | Risk Management               | Riziko povolání              | David M. Barrett      | Ian Biederman          | 13. dubna 2018     | bude oznámeno |
| 175          | 20        | Your Six                      | Šestý smysl                  | Ralph Hemecker        | Brian Burns            | 27. dubna 2018     | bude oznámeno |
| 176          | 21        | The Devil You Know            | Zadní vrátka                 | John Behring          | Peter Blauner          | 4. května 2018     | bude oznámeno |
| 177          | 22        | My Aim is True                | Instinkt                     | David M. Barrett      | Kevin Wade             | 11. května 2018    | bude oznámeno |

### Devátá řada (2018–2019)
| Č. v seriálu | Č. v řadě | Původní název       | Český název               | Režie             | Scénář                      | Premiéra v USA     | Premiéra v ČR |
| ------------ | --------- | ------------------- | ------------------------- | ----------------- | --------------------------- | ------------------ | ------------- |
| 178          | 1         | Playing with Fire   | Hra s ohněm               | David M. Barrett  | Siobhan Byrne-O'Connor      | 28. září 2018      | bude oznámeno |
| 179          | 2         | Meet the New Boss   | Seznamte se s novým šéfem | Robert Harmon     | Ian Biederman               | 5. října 2018      | bude oznámeno |
| 180          | 3         | Mind Games          | Hrátky s rozumem          | John Behring      | Brian Burns                 | 12. října 2018     | bude oznámeno |
| 181          | 4         | Blackout            | Výpadek                   | Ralph Hemecker    | Kevin Riley a Allie Solomon | 19. října 2018     | bude oznámeno |
| 182          | 5         | Thicker Than Water  | Krev není voda            | Jackeline Tejada  | Daniel Truly                | 26. října 2018     | bude oznámeno |
| 183          | 6         | Trust               | Důvěra                    | Alex Zakrzewski   | Jack Ciapciak a Kevin Wade  | 2. listopadu 2018  | bude oznámeno |
| 184          | 7         | By Hook or by Crook | Za každou cenu            | David M. Barrett  | Siobhan Byrne O'Connor      | 9. listopadu 2018  | bude oznámeno |
| 185          | 8         | Stirring the Pot    | Napětí                    | Robert Harmon     | Ian Biederman               | 16. listopadu 2018 | bude oznámeno |
| 186          | 9         | Handcuffs           | Pouta                     | Heather Cappiello | Brian Burns                 | 30. listopadu 2018 | bude oznámeno |
| 187          | 10        | Authority Figures   | Správný příklad           | Eric Laneuville   | Kevin Riley                 | 7. prosince 2018   | bude oznámeno |
| 188          | 11        | Disrupted           | Protest                   | David M. Barrett  | Daniel Truly                | 4. ledna 2019      | bude oznámeno |
| 189          | 12        | Milestones          | Milníky                   | Heather Cappiello | Allie Solomon               | 11. ledna 2019     | bude oznámeno |
| 190          | 13        | Ripple Effect       | Hovory s mrtvými          | Ralph Hemecker    | Siobhan Byrne O'Connor      | 1. února 2019      | bude oznámeno |
| 191          | 14        | My Brother's Keeper | Bratrský spor             | Doug Aarniokoski  | Ian Biederman               | 8. února 2019      | bude oznámeno |
| 192          | 15        | Blues               | Blues                     | David M. Barrett  | Brian Burns                 | 15. února 2019     | bude oznámeno |
| 193          | 16        | Past Tense          | Minulý čas                | Rachel Feldman    | Daniel Truly                | 8. března 2019     | bude oznámeno |
| 194          | 17        | Two-Faced           | Eutanázie                 | Ralph Hemecker    | Kevin Riley                 | 15. března 2019    | bude oznámeno |
| 195          | 18        | Rectify             | Náprava                   | Robert Harmon     | Allie Solomon               | 5. dubna 2019      | bude oznámeno |
| 196          | 19        | Common Enemies      | Společný nepřítel         | David M. Barrett  | Siobhan Byrne O'Connor      | 12. dubna 2019     | bude oznámeno |
| 197          | 20        | Strange Bedfellows  | Zvláštní spojenci         | Dean White        | Ian Biederman               | 26. dubna 2019     | bude oznámeno |
| 198          | 21        | Identity            | Totožnost                 | John Behring      | Daniel Truly                | 3. května 2019     | bude oznámeno |
| 199          | 22        | Something Blue      | Něco modrého              | David M. Barrett  | Brian Burns                 | 10. května 2019    | bude oznámeno |

### Desátá řada (2019–2020)
| Č. v seriálu | Č. v řadě | Původní název             | Český název                   | Režie              | Scénář                                                                        | Premiéra v USA     | Premiéra v ČR |
| ------------ | --------- | ------------------------- | ----------------------------- | ------------------ | ----------------------------------------------------------------------------- | ------------------ | ------------- |
| 200          | 1         | The Real Deal             | Opravdová dohoda              | David M. Barrett   | Siobhan Byrne O'Connor a Kevin Wade                                           | 27. září 2019      | bude oznámeno |
| 201          | 2         | Naughty or Nice           | Hodný či zlý                  | John Behring       | Ian Biederman                                                                 | 4. října 2019      | bude oznámeno |
| 202          | 3         | Behind the Smile          | Za falešnými úsměvy           | Ralph Hemecker     | Daniel Truly                                                                  | 11. října 2019     | bude oznámeno |
| 203          | 4         | Another Look              | Jiný pohled                   | Jackeline Tejada   | Brian Burns                                                                   | 18. října 2019     | bude oznámeno |
| 204          | 5         | The Price You Pay         | Cena, kterou zaplatíš         | John Behring       | Kevin Riley                                                                   | 25. října 2019     | bude oznámeno |
| 205          | 6         | Glass Houses              | Domy ze skla                  | Heather Cappiello  | námět: Allie Solomon a Peter D'Antonio scénář: Allie Solomon a Kevin Wade     | 1. listopadu 2019  | bude oznámeno |
| 206          | 7         | Higher Standards          | Vyšší nároky                  | David M. Barrett   | námět: Siobhan Byrne O'Connor a James Nuciforo scénář: Siobhan Byrne O'Connor | 8. listopadu 2019  | bude oznámeno |
| 207          | 8         | Friends in High Places    | Přátelé na nejvyšších místech | Jennifer Opresnick | Ian Biederman                                                                 | 15. listopadu 2019 | bude oznámeno |
| 208          | 9         | Grave Errors              | Vážné chyby                   | Robert Harmon      | Daniel Truly                                                                  | 22. listopadu 2019 | bude oznámeno |
| 209          | 10        | Bones to Pick             | Smrt v pánském klubu          | David M. Barrett   | Brian Burns                                                                   | 6. prosince 2019   | bude oznámeno |
| 210          | 11        | Careful What You Wish For | Pozor na to, co si přeješ     | Rachel Feldman     | Kevin Riley a Allie Solomon                                                   | 3. ledna 2020      | bude oznámeno |
| 211          | 12        | Where the Truth Lies      | Kde se skrývá pravda          | David M. Barrett   | Siobhan Byrne O'Connor                                                        | 10. ledna 2020     | bude oznámeno |
| 212          | 13        | Reckless                  | Bezohledně                    | John Behring       | Jack Ciapciak                                                                 | 31. ledna 2020     | bude oznámeno |
| 213          | 14        | Fog of War                | Střelba do vlastních řad      | Doug Aarniokoski   | Ian Biederman                                                                 | 14. února 2020     | bude oznámeno |
| 214          | 15        | Vested Interests          | Vlastní zájem                 | Alex Zakrzewski    | Daniel Truly                                                                  | 6. března 2020     | bude oznámeno |
| 215          | 16        | The First 100 Days        | Prvních sto dní               | Robert Harmon      | Brian Burns                                                                   | 13. března 2020    | bude oznámeno |
| 216          | 17        | The Puzzle Palace         | Skleněný palác                | Dean White         | Kevin Riley                                                                   | 3. dubna 2020      | bude oznámeno |
| 217          | 18        | Hide in Plain Sight       | Skrytý všem na očích          | Doug Aarniokoski   | Allie Solomon a Kevin Wade                                                    | 24. dubna 2020     | bude oznámeno |
| 218          | 19        | Family Secrets            | Rodinná tajemství             | David M. Barrett   | Siobhan Byrne O'Connor                                                        | 1. května 2020     | bude oznámeno |

### Jedenáctá řada (2020–2021)
| Č. v seriálu | Č. v řadě | Původní název             | Český název           | Režie              | Scénář                                               | Premiéra v USA    | Premiéra v ČR |
| ------------ | --------- | ------------------------- | --------------------- | ------------------ | ---------------------------------------------------- | ----------------- | ------------- |
| 219          | 1         | Triumph Over Trauma       | V zajetí              | David Barrett      | Siobhan Byrne O'Connor                               | 4. prosince 2020  | bude oznámeno |
| 220          | 2         | In the Name of the Father | Ve jménu otce         | John Behring       | Brian Burns                                          | 11. prosince 2020 | bude oznámeno |
| 221          | 3         | Atonement                 | Smíření               | David Barrett      | Kevin Riley                                          | 18. prosince 2020 | bude oznámeno |
| 222          | 4         | Redemption                | Vykoupení             | Alex Chapple       | Ian Biederman                                        | 8. ledna 2021     | bude oznámeno |
| 223          | 5         | Spilling Secrets          | Vyzrazená tajemství   | John Behring       | Daniel Truly                                         | 22. ledna 2021    | bude oznámeno |
| 224          | 6         | The New Normal            | Nová norma            | David Barrett      | Ian Biederman                                        | 5. února 2021     | bude oznámeno |
| 225          | 7         | In Too Deep               | Příliš hluboko        | Jennifer Opresnick | Daniel Truly                                         | 12. února 2021    | bude oznámeno |
| 226          | 8         | More Than Meets the Eye   | Víc, než se zdá       | David Barrett      | Siobhan Byrne O'Connor a Yasmin Cadet                | 5. března 2021    | bude oznámeno |
| 227          | 9         | For Whom the Bell Tolls   | Komu zvoní hrana      | Robert Harmon      | Brian Burns                                          | 26. března 2021   | bude oznámeno |
| 228          | 10        | The Common Good           | Obecné blaho          | David Barrett      | Kevin Riley                                          | 2. dubna 2021     | bude oznámeno |
| 229          | 11        | Guardian Angels           | Strážní andělé        | Ralph Hemecker     | Ian Biederman a Jack Ciapciak                        | 9. dubna 2021     | bude oznámeno |
| 230          | 12        | Happy Endings             | Šťastné konce         | Eric Laneuville    | Siobhan Byrne O'Connor                               | 16. dubna 2021    | bude oznámeno |
| 231          | 13        | Fallen Heroes             | Padlí hrdinové        | David Barrett      | Peter D'Antonio a Daniel Truly                       | 30. dubna 2021    | bude oznámeno |
| 232          | 14        | The New You               | Jako nový             | Jackeline Tejada   | Brian Burns                                          | 7. května 2021    | bude oznámeno |
| 233          | 15        | The End                   | V utajení             | Alex Zakrzewski    | Siobhan Byrne O'Connor a Kevin Riley                 | 14. května 2021   | bude oznámeno |
| 234          | 16        | Justifies the Means       | Účel světí prostředky | David Barrett      | námět: Ian Biederman a Kevin Wade scénář: Kevin Wade | 14. května 2021   | bude oznámeno |

### Dvanáctá řada (2021–2022)
| Č. v seriálu | Č. v řadě | Původní název        | Český název   | Režie              | Scénář                                              | Premiéra v USA     | Premiéra v ČR |
| ------------ | --------- | -------------------- | ------------- | ------------------ | --------------------------------------------------- | ------------------ | ------------- |
| 235          | 1         | Hate is Hate         | bude oznámeno | David Barrett      | Siobhan Byrne O'Connor                              | 1. října 2021      | bude oznámeno |
| 236          | 2         | Times Like These     | bude oznámeno | Robert Harmon      | Brian Burns                                         | 8. října 2021      | bude oznámeno |
| 237          | 3         | Protective Instincts | bude oznámeno | Jackeline Tejada   | Kevin Riley a Yasmine Cadet                         | 15. října 2021     | bude oznámeno |
| 238          | 4         | True Blue            | bude oznámeno | Ralph Hemecker     | Jack Ciapciak                                       | 22. října 2021     | bude oznámeno |
| 239          | 5         | Good Intentions      | bude oznámeno | David Barrett      | Daniel Truly                                        | 5. listopadu 2021  | bude oznámeno |
| 240          | 6         | Be Smart or Be Dead  | bude oznámeno | John Behring       | Siobhan Byrne O'Connor a Graham Thiel               | 12. listopadu 2021 | bude oznámeno |
| 241          | 7         | USA Today            | bude oznámeno | Ralph Hemecker     | Brian Burns a Van B. Nguyen                         | 19. listopadu 2021 | bude oznámeno |
| 242          | 8         | Reality Check        | bude oznámeno | Jennifer Opresnick | Kevin Riley                                         | 3. prosince 2021   | bude oznámeno |
| 243          | 9         | Firewall             | bude oznámeno | Robert Harmon      | Daniel Truly a Peter D'Antonio                      | 10. prosince 2021  | bude oznámeno |
| 244          | 10        | Old Friends          | bude oznámeno | Jackeline Tejada   | Ian Biederman                                       | 7. ledna 2022      | bude oznámeno |
| 245          | 11        | On the Arm           | bude oznámeno | Alex Zakrzewski    | Kevin Wade a Brian Burns                            | 14. ledna 2022     | bude oznámeno |
| 246          | 12        | The Reagan Way       | bude oznámeno | Jackeline Tejada   | Siobhan Byrne O'Connor                              | 21. ledna 2022     | bude oznámeno |
| 247          | 13        | Cold Comfort         | bude oznámeno | Alex Zakrzewski    | Kevin Riley                                         | 28. ledna 2022     | bude oznámeno |
| 248          | 14        | Allegiance           | bude oznámeno | Donald Thorin, Jr. | Yasmine Cadet a Jack Ciapciak                       | 25. února 2022     | bude oznámeno |
| 249          | 15        | Where We Stand       | bude oznámeno | John Behring       | Ian Biederman a Van B. Nguyen                       | 4. března 2022     | bude oznámeno |
| 250          | 16        | Guilt                | bude oznámeno | Ralph Hemecker     | Brian Burns                                         | 11. března 2022    | bude oznámeno |
| 251          | 17        | Hidden Motive        | bude oznámeno | Bridget Moynahan   | Daniel Truly                                        | 1. dubna 2022      | bude oznámeno |
| 252          | 18        | Long Lost            | bude oznámeno | Ralph Hemecker     | Kevin Riley a Nicole Abraham                        | 8. dubna 2022      | bude oznámeno |
| 253          | 19        | Tangled Up in Blue   | bude oznámeno | Doug Aarniokoski   | námět: Kevin Wade scénář: Kevin Wade a Graham Thiel | 29. dubna 2022     | bude oznámeno |
| 254          | 20        | Silver Linings       | bude oznámeno | Ralph Hemecker     | Siobhan Byrne O'Connor                              | 6. května 2022     | bude oznámeno |

### Třináctá řada (2022–)
| Č. v seriálu | Č. v řadě | Původní název | Český název   | Režie           | Scénář                              | Premiéra v USA | Premiéra v ČR |
| ------------ | --------- | ------------- | ------------- | --------------- | ----------------------------------- | -------------- | ------------- |
| 255          | 1         | bude oznámeno | bude oznámeno | Alex Zakrzewski | Siobhan Byrne O'Connor a Kevin Wade | 7. října 2022  | bude oznámeno |